# Hoplandromyia tetracera
Hoplandromyia tetracera är en tvåvingeart som beskrevs av Mario Bezzi 1923. Hoplandromyia tetracera ingår i släktet Hoplandromyia och familjen borrflugor.
Artens utbredningsområde är Réunion. Inga underarter finns listade i Catalogue of Life.